# Karl Brocks
Karl Brocks (Kiel, 1912. január 29. – Hamburg, 1972. május 29.) német katona és meteorológus, második világháborúban a Wehrmacht tartalékos századosa. A háború után a Hamburgi Egyetem geofizikai (később meteorológiai) intézetének tagja, 1960-tól elnöke volt.

## Bibliográfia
- Fellgiebel, Walther-Peer. Die Träger des Ritterkreuzes des Eisernen Kreuzes 1939–1945 – Die Inhaber der höchsten Auszeichnung des Zweiten Weltkrieges aller Wehrmachtteile (német nyelven). Friedberg, Németország: Podzun-Pallas (2000). ISBN 978-3-7909-0284-6
- Das Deutsche Kreuz 1941 – 1945 Geschichte und Inhaber Band II (német nyelven). Norderstedt, Németország: Verlag Klaus D. Patzwall (2001). ISBN 978-3-931533-45-8
- Scherzer, Veit. Die Ritterkreuzträger 1939–1945 Die Inhaber des Ritterkreuzes des Eisernen Kreuzes 1939 von Heer, Luftwaffe, Kriegsmarine, Waffen-SS, Volkssturm sowie mit Deutschland verbündeter Streitkräfte nach den Unterlagen des Bundesarchives (német nyelven). Jéna, Németország: Scherzers Miltaer-Verlag (2007). ISBN 978-3-938845-17-2
- (1973. április 1.) „Dedication”. Boundary-Layer Meteorology 4 (1-4), 2–4. o, Kiadó: Kluwer Academic Publishers. DOI:10.1007/BF02265221. (Hozzáférés: 2014. január 23.)